# U.S. English
L'U.S. English, Inc. est un groupe de pression américain fondé en 1983 par le sénateur Samuel Ichiye Hayakawa et le nationaliste blanc John Tanton pour obtenir l'adoption de l'anglais comme langue officielle des États-Unis.
Parmi les premiers membres du bureau consultatif, on compte Alistair Cooke, Saul Bellow, Walter Cronkite, Norman Cousins, Gore Vidal, Norman Podhoretz et Arnold Schwarzenegger, mais plusieurs d'entre eux ne sont plus affiliés au groupe. Schwarzenegger est toujours membre du bureau. Commentant la diversité du groupe, son directeur des relations gouvernementales, Tim Schultz déclare : « Un grand nombre de membres ont beaucoup de voyelles à leur nom… C'est quelque chose dont nous sommes fiers ».
Jusque-là, le gouvernement fédéral des États-Unis ne reconnaît aucune langue officielle, même si, tant au niveau fédéral que des États et des collectivités locales, toutes les affaires sont menées en anglais. Plusieurs États et territoires reconnaissent l'anglais comme langue officielle ; un petit nombre ont voté des lois reconnaissant d'autres langues que l'anglais, ainsi l'hawaïen dans l'État d'Hawaï. Au total, 30 États reconnaissent l'anglais comme leur langue officielle. La Chambre des représentants des États-Unis a voté une loi reconnaissant l'anglais comme langue officielle en 1996, mais le Sénat n'a pas voté la mesure avant la conclusion du 104e Congrès.
Pour les membres de l'U.S. English, faire de l'anglais la langue officielle des États-Unis signifierait que toutes les affaires du gouvernement devraient être menées en anglais, « avec des exceptions de bon sens » de nécessité, par exemple la diffusion d'informations de santé publique parmi les communautés d'immigrants non-anglophones.
Les opposants aux projets de l'organisation U.S. English ou de l'adoption de l'anglais comme langue officielle objectent que la mesure exprimerait un préjugé défavorable aux immigrants ne maîtrisant par l'anglais. L'U.S. English, de son côté, avance qu'elle encouragerait, au contraire, les immigrants à apprendre l'anglais plus rapidement, et ils récolteraient, de cette façon, de plus grands bénéfices économiques et politiques. Ainsi, selon nombre de partisans de cette approche — comprenant des membres d'autres groupes de pression partisans de l'emploi du seul anglais — le mouvement menant à l'adoption de l'anglais comme unique langue officielle peut avoir des bénéfices pour les locuteurs non-anglophones et ne représente pas une simple forme de discrimination légalisée.
Walter Cronkite était autrefois membre du bureau de l'organisation et Linda Chavez (en) directrice. L'un et l'autre ont démissionné en 1988, après la publication dans le journal Arizona Republic d'un mémorandum rédigé par John Tanton 2 ans auparavant, et considéré par plusieurs, dont Cronkite, comme allant trop loin dans sa caractérisation des Latinos ; Cronkite a qualifié le mémorandum d'« embarrassant ». John Tanton a également rompu avec le groupe après la révélation de ce mémorandum ; il a plus tard fondé un groupe séparé, également partisan de l'adoption de l'anglais comme langue officielle, ProEnglish.

## Source
- (en) Cet article est partiellement ou en totalité issu de l’article de Wikipédia en anglais intitulé « U.S. English » (voir la liste des auteurs).